# Windmühle Sudwalde
Die Windmühle Sudwalde bzw. Windmühle auf dem Heidhof oder Heidmühle in Sudwalde, Affinghäuser Straße 32, stammt aus dem 19. Jahrhundert. Sie wird heute als Wohnhaus genutzt.
Das Gebäude steht unter Denkmalschutz (Siehe auch Liste der Baudenkmale in Sudwalde).

## Geschichte
Die Galerie-Holländerwindmühle soll um 1881 (andere Quelle: zwischen 1850 und 1882) vom Mühlenbaumeister Fahlenkamp aus Vilsen für die Bauern Stubbemann, Hudemann und Cordes erbaut worden sein. Sie besaß einen Schrot-, einen Weizen-, einen Graupen- und einen Grützgang. Bemerkenswert war die Doppelwindrose. Später erfolgte der Einbau eines Motors.
1970 wurden Flügel und Windrose abgenommen. Innen erfolgte eine Sanierung. 1977 wurde der Mühlenbetrieb aufgegeben; es begann der Umbau der Mühle zu Wohnzwecken.
Der erhaltene Mühlenstumpf besteht nun aus dem viergeschossigen massiven Sockel, der Galerie und dem Aufsatz mit Galerieboden, Mehlboden, Steinboden und Hebeboden. Die um 2007 sehr sanierungsbedürftige Galerie wurde erneuert.